# Vorwärts Wettringen
Vorwärts Wettringen (offiziell: Fußballclub Vorwärts Wettringen e.V.) ist ein Sportverein der Gemeinde Wettringen im Kreis Steinfurt.

## Geschichte
Der Verein wurde am 4. März 1934 gegründet. Der Verein bietet die Sportarten Handball, Fußball, Tennis, Tischtennis und Freizeit- und Breitensport (Kindertanzen, (Kinder-)Turnen, Volleyball, Basketball, Radsport) an.

### Handball
Die Handballerinnen aus Wettringen stiegen im Jahre 1984 in die seinerzeit zweitklassige Regionalliga West auf und verpassten in der Aufstiegssaison die Play-off-Runde um die Qualifikation zur neu geschaffenen 2. Bundesliga nur um einen Punkt. 1989 wurde die Mannschaft Vizemeister hinter dem verlustpunktfreien TV Herrentrup. Später stieg die Mannschaft aus der Regionalliga ab und tritt seit dem Abstieg im Jahre 2013 in der Verbandsliga Westfalen an.
Zweimal qualifizierten sich die Wettringerinnen für den DHB-Pokal. Am erfolgreichsten war Vorwärts dabei bei der ersten Teilnahme in der Saison 1988/89, als die Mannschaft zunächst den Zweitligisten SC Greven 09 mit 21:14 schlug und dann in der zweiten Runde dem Bundesligisten VfL Oldenburg mit 21:31 unterlag. Die zweite Teilnahme folgte in der Saison 2006/07, wo die Wettringerinnen in Runde eins dem TV Strombach mit 23:24 unterlagen. Größte Erfolg im Nachwuchsbereich waren die deutschen Vizemeisterschaften der weiblichen B-Jugend im Jahre 1980 (Finalniederlage gegen den TV Büttelborn) und der weiblichen A-Jugend im Jahre 1983 (Finalniederlage gegen den VfL Hameln).
Über viele Jahre war Vorwärts Wettringen der Oberliga zugehörig, bevor sie in der Saison 2012/2013 in die Verbandsliga abstiegen. In der Folgesaison rettete sich Vorwärts erst am letzten Spieltag vor dem weiteren Fall in die Landesliga und wurde in der Spielzeit 2014/2015 Vizemeister der Verbandsliga. In der Saison 2015/2016 gelang dem Team, die Rückkehr in die Oberliga.

### Fußball
Die Fußballer von Vorwärts Wettringen pendelten jahrzehntelang zwischen Bezirks- und Kreisliga. Im Jahre 1995 gelang der erstmalige Aufstieg in die Landesliga, wo Vorwärts in der Saison 1998/99 mit dem vierten Platz seinen sportlichen Zenit erreichte. Im Jahre 2003 stiegen die Wettringer wieder ab und kehrten im Jahre 2008 in die Landesliga zurück. Zwei Jahre später musste die Vorwärts-Elf als Tabellenletzter wieder runter in die Bezirksliga. Erst im Jahre 2020 stieg Vorwärts wieder in die Landesliga auf.
Die Ü-32-Mannschaft von Vorwärts Wettringen wurde im Jahre 2011 Westfalenmeister. Vier Jahre später wurde die Ü-40-Mannschaft ebenfalls Westfalenmeister. Heimspielstätte der Fußballer von Vorwärts Wettringen ist das Volksbank Stadion mit einer Kapazität von 3.302 Zuschauern. Es wird auf Naturrasen gespielt. Früher hieß das Stadion Sportzentrum Werninghoker Straße.

## Persönlichkeiten
- Bernd Düker
- Dennis Grote